# مينا هيلث بارتنرز
مينا هيلث بارتنرز هي شركة مساهمة تعمل في مجال الرعاية الصحية في مصر، تأسست في عام 2018 من خلال تحالف رجال أعمال سعودي مصري. تضم حالياً تحت مظلتها 4 مستشفيات بالسوق المصرية وهي (القطامية كلينك، القطامية التخصصي، أكتوبر الدولي، ويل كير) بطاقة إجمالية 355 سريراً.

## المستشفيات والمراكز التابعة
1. مستشفى القطامية كلينيك: افتتح في 27 يونيو 2019 بالقاهرة الجديدة.[2]
2. مستشفى ويلكير.
3. مستشفى القطامية التخصصي.
4. مستشفى أكتوبر الدولي.

## أنظر أيضاً
- مجموعة ألاميدا
- مجموعة مستشفيات كليوباترا
- مجموعة مستشفيات مبرة العصافرة
- السعودي الألماني الصحية
- مجموعة علاج الطبية
- مجموعة أندلسية